# Walther Flemming
Walther Flemming (Sachsenberg, 21 d'abril de 1843 - 4 d'agost de 1905) va ser un biòleg alemany i un dels fundadors de la citogenètica. Fou el cinquè fill i únic fill mascle del psiquiatre Carl Friedrich Flemming (1799-1880) i la seva segona esposa, Auguste Winter. Es va graduar a la Gymnasium der Residenzstadt, juntament amb un dels seus companys i amics de tota la vida l'escriptor Heinrich Seidel.
Flemming estudià medicina a la Universitat de Rostock, graduant-s'hi el 1868. Més tard serví com a oficial mèdic a la Guerra francoprussiana (1870–1871). Entre 1873 i 1876 treballà com a professor a la Universitat Carolina de Praga. El 1876 acceptà una plaça de professor d'anatomia a la Universitat de Kiel. Esdevingué el director de l'Institut Anatòmic on romangué fins a la seva mort.

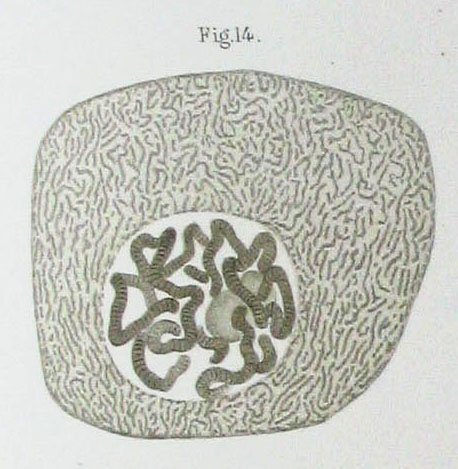
Cromosomes politènics en una cèl·lula salival de Chironimus, dibuix del llibre de Flemming Zellsubstanz, Kern und Zelltheilung, 1885

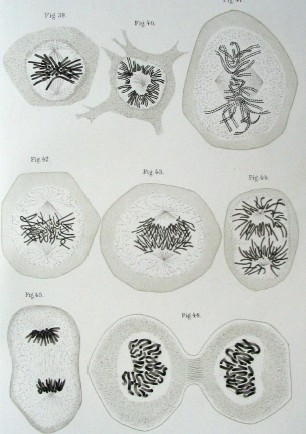
Il·lustracions de cèl·lules amb cromosomes i mitosi del llibre Zellsubstanz, Kern und Zelltheilung, 1882

Fent ús de tints d'anilina fou capaç de trobar una estructura que absorbeix els tints fortament basòfils, que ell anomenà cromatina. Identificà que la cromatina es correlacionava amb estructures filiformes al nucli cel·lular, els cromosomes (literalment «cos de color» en grec), que foren anomenats per tant més endavant per l'anatomista alemany Wilhelm von Waldeyer-Hartz (1841-1923). El científic belga Edouard Van Beneden (1846-1910) també els havia observat, de forma independent.
Flemming investigà el procés de la divisió cel·lular i la distribució dels cromosomes dels nuclis fills, un procés que anomenà mitosi del terme grec «fil». Tanmateix, no va veure la divisió en dues meitats idèntiques, les cromàtides filles. Va estudiar la mitosi tant in vivo com en preparacions tenyides, usant com a font de material biològic de les aletes i les brànquies de salamandres. Aquests resultats van ser publicats per primera vegada el 1878
i el 1882 en el llibre Zellsubstanz, Kern und Zelltheilung (1882; substància cel·lular, el nucli i divisió de la cèl·lula). Sobre la base dels seus descobriments, Fleming va deduir per primera vegada que tots els nuclis de les cèl·lules provenien d'un altre nucli predecessor (encunyant la frase omnis nucleus e nucleo, com la frase de Virchow omnis cellula e cellula).
Flemming desconeixia els treballs de Gregor Mendel (1822–1884) sobre l'herència genètica, així que no pogué relacionar les seves observacions amb l'herència genètica. Haurien de passar dues dècades abans que la significació de l'obra de Flemming prengués el seu major ressò degut a la redescoberta del treball de Mendel per part de Hugo de Vries, Carl Correns i Tschermak. El seu descobriment de la mitosi i els cromosomes ha estat considerat una de les cent més importants descobertes científiques de tots els temps, i una de les deu descobertes més importants de la biologia cel·lular (juntament amb la descoberta de la meiosi feta per August Weismann (1834–1914) la teoria cel·lular de Theodor Schwann (1808–1890) i Matthias Schleiden (1804–1881) i el primer mapa genètic fet per Alfred Sturtevant (1866–1945) 
El nom de Flemming és recordat per la medalla amb què premia la Societat Alemanya de Biologia cel·lular (Deutschen Gesellschaft für Zellbiologie).